# Coppa dell'Africa Occidentale 1984
La Coppa dell'Africa Occidentale 1984 (1984 West African Nations Cup) fu la terza edizione della Coppa dell'Africa Occidentale, competizione calcistica per nazione organizzata dalla WAFU. La competizione si svolse in Costa d'Avorio dal 17 novembre al 28 novembre 1984 e vide la partecipazione di cinque squadre: Benin, Burkina Faso, Costa d'Avorio, Ghana, Togo.

## Formula
- Qualificazioni

Nessuna fase di qualificazione. Le squadre sono qualificate direttamente alla fase finale.
- Fase finale

Girone unico - 5 squadre, in un girone unico. Giocano partite di sola andata, la prima e la seconda classificata si qualificano per la finale, la terza e la quarta classificata si qualificano per la finale per il terzo posto. La vincente si laurea campione dell'Africa Occidentale.

## Squadre partecipanti
| Pr. | Squadra        | Data di qualificazione certa | Partecipante in quanto | Partecipazioni precedenti al torneo | Ultima presenza     |
| --- | -------------- | ---------------------------- | ---------------------- | ----------------------------------- | ------------------- |
| 1   | Benin          | -                            | Qualificata di diritto | 1 (1982)                            | Benin 1982          |
| 2   | Burkina Faso   | -                            | Qualificata di diritto | 1 (1982)                            | Benin 1982          |
| 3   | Costa d'Avorio | -                            | Qualificata di diritto | 2 (1982, 1983)                      | Costa d'Avorio 1983 |
| 4   | Ghana          | -                            | Qualificata di diritto | 2 (1982, 1983)                      | Costa d'Avorio 1983 |
| 5   | Togo           | -                            | Qualificata di diritto | 2 (1982, 1983)                      | Benin 1982          |

Nella sezione "partecipazioni precedenti al torneo", le date in grassetto indicano che la nazione ha vinto quella edizione del torneo, mentre le date in corsivo indicano la nazione ospitante.

## Fase finale

### Girone unico

#### Classifica
| Pos | Squadra        | P.ti | G | V | N | P | GF | GS | DR |
| --- | -------------- | ---- | - | - | - | - | -- | -- | -- |
| 1   | Ghana          | 6    | 4 | 2 | 2 | 0 | 8  | 4  | +4 |
| 2   | Togo           | 5    | 4 | 1 | 3 | 0 | 6  | 4  | +2 |
| 3   | Burkina Faso   | 5    | 4 | 1 | 3 | 0 | 6  | 5  | +1 |
| 4   | Costa d'Avorio | 4    | 4 | 1 | 2 | 1 | 5  | 6  | -1 |
| 5   | Benin          | 0    | 4 | 0 | 0 | 4 | 3  | 9  | -6 |

#### Risultati
| Ouagadougou 17 novembre 1984 | Burkina Faso | 1 – 1 | Togo |  |

| Ouagadougou 18 novembre 1984 | Ghana | 2 – 0 | Costa d'Avorio |  |

| Ouagadougou 20 novembre 1984 | Burkina Faso | 2 – 2 | Costa d'Avorio |  |

| Ouagadougou 21 novembre 1984 | Ghana | 2 – 2 | Togo |  |

| Ouagadougou 22 novembre 1984 | Burkina Faso | 2 – 1 | Benin |  |

| Ouagadougou 23 novembre 1984 | Costa d'Avorio | 1 – 1 | Togo |  |

| Ouagadougou 24 novembre 1984 | Benin | 1 – 1 | Ghana |  |

| Ouagadougou 24 novembre 1984 | Costa d'Avorio | 2 – 1 | Benin |  |

| Ouagadougou 25 novembre 1984 | Togo | 2 – 0 | Benin |  |

| Ouagadougou 27 novembre 1984 | Ghana | 3 – 1 | Benin |  |

### Finale 3º posto
| Ouagadougou 28 novembre 1984 | Costa d'Avorio | 2 – 0 | Burkina Faso |  |

### Finale
| Ouagadougou 28 novembre 1984                 | Togo                 | 1 – 1 (d.t.s.) | Ghana |  |
| \| \| \| \| \| \| Tiri di rigore 3 – 4 \| \| |                      |                |       |  |
|                                              |                      |                |       |  |
|                                              | Tiri di rigore 3 – 4 |                |       |  |